# Soester Natuurbad
Het Soester Natuurbad was tussen 1933 en 1990 een openluchtzwembad in de bossen ten zuiden van Soestduinen, aan de Van Weerden Poelmanweg in de gemeente Soest.  
In 1933 werd het zwembad aangelegd in het kader van de werkverschaffing. Het bad had een oppervlakte van 11.000 m² en bevatte 20.000 m³ water; de oppervlakte van het terrein bedroeg bijna negen hectare. Op 17 juni 1933 werd het Soester Natuurbad officieel geopend waarbij onder meer de commissaris van de Koningin in Utrecht H. Th. s’Jacob en burgemeester  G. Deketh aanwezig waren. Om de goede zeden te bewaren konden dames en heren gescheiden zwemmen; gemengd baden was alleen toegestaan op bepaalde tijden.
Na het herstel van schade en verwaarlozing die tijdens de Tweede Wereldoorlog waren opgetreden, heropende het Soester Natuurbad in 1946. Pas in 1951 was het herstel volledig voltooid. Het zwembad werd een populaire bestemming voor inwoners van Soest en de regio. Op 17 september 1951 werd de Soester Zwemvereniging De Duinkikkers opgericht in het zwembad. In 1961 kwam een grondige vernieuwing tot stand, de goten rondom de bassins verdwenen, er kwam een moderne duiktoren van vijf meter hoogte en een nieuw wedstrijdbad dat aan alle eisen van die tijd voldeed. Tot de vernieuwing had het zwembad natuurlijke vormen en zag het er vanuit de lucht uit als een meertje.
Het zwembad bleek voor de gemeente niet kostendekkend te exploiteren en in 1990 sloot het zijn poorten. Op het terrein staat nu het Hilton Royal Park hotel. In een deal waarin ook het terrein van het voormalige ziekenhuis Zonnegloren werd teruggegeven aan de natuur, mocht een projectontwikkelaar nog enkele appartementengebouwen realiseren op het terrein van het voormalige natuurbad.